# Iwrestledabearonce
Iwrestledabearonce was een Amerikaanse metalcoreband afkomstig uit Shreveport, Louisiana.

## Biografie
De band werd opgericht begin 2007 door Steven Bradley en Krysta Cameron, waarna ze datzelfde jaar nog hun zelf-getitelde debuut-ep uitbrachten. De naam Iwrestledabearonce is geïnspireerd op een opmerking die acteur Gary Busey op Comedy Central maakte. De band bracht datzelfde jaar nog haar zelf-getitelde debuut-ep uit. Voor hun debuut-ep gebruikte de band een drum-machine programma voor de percussie. Dit omdat de band nog geen drummer had. Kort na het uitbrengen van de ep vonden ze in Ryan Pearson dan toch een drummer. In 2008 verdiende de band een contract bij Century Media Records. Op 2 juni 2009 bracht  de band hier haar debuutalbum It's All Happening uit. Ter promotie toerden ze later dat jaar naast Architects, Despised Icon, As Blood Runs Black, Horse the Band, Oceano en The Ghost Inside door Europa voor de 2009 Imperial Never Say Die toer. Aan het einde van 2009 toerden ze vervolgens door Noord-Amerika voor The Tour That Stole Christmas met Miss May I, Inhale Exhale en Of Machines. 
In 2011 begon de band met de opnames van hun tweede album, dat Ruining It for Everybody zou gaan heten. In een interview gaf gitarist Steven Bradley aan dat de band er klaar mee was geïdentificeerd te worden als een core-band en dat ze voor hun nieuwe album terug zouden gaan naar hun roots. 90 procent van het album zou volgens Bradley derhalve bestaan uit Black metal. Dit bleek later om een grap te gaan, bedoeld om de overdreven serieuze attitude van Black metal fans te parodiëren. Gedurende de Warped Tour van 2012 kondigde zangeres Krysta Cameron aan zwanger te zijn en daarom de band te verlaten. Zij werd eerst tijdelijk maar uiteindelijk permanent vervangen door Courtney LaPlante.
Op 6 augustus 2013 bracht de band haar derde album Late for Nothing uit. Hierna stapte de band over van Century Media Records naar Artery Recordings, waar ze op 16 juni 2015 hun vierde album Hail Mary uitbrachten. Dit zou hun laatste album blijken. 
Op 18 september 2017 brachten Courtney LaPlante en haar man, gitarist Mike Stringer, samen een zelf-getitelde ep uit als Spiritbox.

## Bezetting
| Laatste formatie - Steven Bradley - leidende gitaar, programmering (2007–2016) - Mikey Montgomery - drums (2008–2016) (5th Element) - Mike "Rickshaw" Martin - bas (2009–2016) | Voormalige leden - Brian Dozier - bas (2007–2008) - Ryan Pearson - drums (2007–2008) - Daniel Andrews - keyboards, samples, programmering (2007–2009) (Empyrean Lights) - Melissa Cameron - slaggitaar (2008–2009) (Empyrean Lights) - Dave Branch - bas (2008–2009) - Krysta Cameron - leidende vocalen (2007–2012) (Empyrean Lights) - John Ganey - slaggitaar, programmering (2007–2008, 2009–2013) - Courtney LaPlante - leidende vocalen (2012–2016) (ex-Unicron, Spiritbox) - Mike Stringer - slaggitaar (2015–2016) (Spiritbox) |

Tijdlijn

## Discografie
Studioalbums
- 2009: It’s All Happening (Century Media)
- 2011: Ruining It for Everybody (Century Media)
- 2013: Late for Nothing (Century Media)
- 2015: Hail Mary (Artery Recordings)

Ep's
- 2007: Iwrestledabearonce (Tragic Hero Records)